# Holzhausen (Bad Laasphe)
Holzhausen (mundartlich Hulzhause) ist ein Stadtteil von Bad Laasphe im nordrhein-westfälischen Kreis Siegen-Wittgenstein.

## Geographie
Holzhausen liegt im Norden des Stadtgebietes von Bad Laasphe und grenzt an das benachbarte Erndtebrück und
an Bad Berleburg. Der Ort liegt in einer Talmulde, unmittelbar an der B62. Von der Kernstadt ist Holzhausen rund 7 Kilometer Luftlinie entfernt.

## Geschichte
Die Geschichte des Dorfes lässt sich bis in das Jahr 1344 zurückverfolgen.
Nach den Bestimmungen des Sauerland/Paderborn-Gesetzes wurde Holzhausen am 1. Januar 1975 in die Stadt (Bad) Laasphe eingegliedert.

## Tourismus
Oberhalb von Holzhausen verlaufen die Fernwanderwege X2 und X18 in Richtung Stünzel. Unterhalb der Ortschaft führt der Lahntal-Radweg entlang, der in Lahnstein am Rhein endet.